# Wilhelm Sebekovsky
Wilhelm Sebekovsky (* 24. Juni 1906 in Jechnitz, Österreich-Ungarn als Wilhelm Johann Sebekovsky; † 12. März 1981 in Essen) war in der Ersten Tschechoslowakischen Republik ein deutscher Politiker (SdP), Jurist und von 1939 bis 1940 Regierungspräsident des Regierungsbezirks Eger im Reichsgau Sudetenland.

## Leben
Wilhelm Sebekovsky wurde als Sohn des Kanzleigehilfen im k.k. Bezirksgericht zu Jechnitz Wilhelm Sebekovsky (* 22. Juni 1878 in Jechnitz) und dessen Ehefrau Mathilde geb. Fritsch (* 21. Juni 1880 in Weipert) geboren. Er studierte Rechtswissenschaften an den Universitäten Prag, Zürich sowie Wien und promovierte zum Dr. jur. Danach war er als Rechtsanwalt tätig.
Er gehörte dem Kameradschaftsbund für gesellschaftswissenschaftliche Bildung an. Der Jurist war 1933 Mitbegründer der Sudetendeutschen Heimatfront, die 1935 in Sudetendeutsche Partei (SdP) umbenannt wurde. Ab 1933 war er Leiter des Presseamts der Partei. Von 1935 bis 1938 war er Mitglied des Tschechoslowakischen Abgeordnetenhauses für die SdP, ab 1935 zudem Mitglied der Hauptleitung und des Führungsrates der SdP. Als Vertrauter Konrad Henleins war er einer der Verhandlungspartner des englischen Vermittlers in der Sudetenkrise Lord Runciman.
Nach der deutschen Annexion der Sudetengebiete durch das nationalsozialistische Deutsche Reich im Herbst 1938 schloss er sich der NSDAP an. Ab 1. April 1939 war er Regierungspräsident des Regierungsbezirkes Eger mit Sitz in Karlsbad bis zu seiner Entmachtung 1940/41. Obwohl offiziell bis 1945 im Amt übernahm sein Stellvertreter Karl Müller 1940/41 faktisch dieses Amt und Sebekovsky wurde zur Wehrmacht eingezogen. Er war Beisitzer am Prager Volksgerichtshof.
Nach dem Zweiten Weltkrieg ließ er sich als Rechtsanwalt in Essen nieder und war Mitbegründer des Witikobundes. Er war langjähriger Büroleiter des NS-belasteten FDP-Politikers Ernst Achenbach.